# Журавлёвка (Красногвардейский район)
Журавлёвка (укр. Журавлівка, крымскотат. Juravlövka, Журавлёвка) — упразднённое село в Красногвардейском районе Республики Крым, включено в состав пгт Красногвардейское, сейчас — крайняя восточная часть посёлка.

## История
Селение, видимо, возникло в первой половине 1920-х годов, поскольку на карте 1922 года его ещё нет и впервые в доступных источниках встречается в Списке населённых пунктов Крымской АССР по Всесоюзной переписи 17 декабря 1926 года, согласно которому, на хуторе Журавлёвка Курман-Кемельчинского сельсовета Джанкойского района, числилось 3 двора, все крестьянские, население составляло 18 человек, все русские. Постановлением Президиума КрымЦИКа «Об образовании новой административной территориальной сети Крымской АССР» от 26 января 1935 года был создан немецкий национальный (лишённый статуса национального постановлением Оргбюро ЦК КПСС от 20 февраля 1939 года) Тельманский район (с 14 декабря 1944 года — Красногвардейский) и село включили в его состав и село включили в его состав.
После освобождения Крыма от фашистов, 12 августа 1944 года было принято постановление № ГОКО-6372с «О переселении колхозников в районы Крыма» по которому в район из областей Украины и России переселялись семьи колхозников, а в начале 1950-х годов последовала вторая волна переселенцев из различных областей Украины. С 25 июня 1946 года Журавлёвка в составе Крымской области РСФСР. 26 апреля 1954 года Крымская область была передана из состава РСФСР в состав УССР.
Включено в состав Красногвардейского до 1960 года, поскольку в «Справочнике административно-территориального деления Крымской области на 15 июня 1960 года» селение уже не значилось (согласно справочнику «Крымская область. Административно-территориальное деление на 1 января 1968 года» — с 1954 по 1968 годы).